# بخش دلمون
بخش دلمون یکی از بخشهای کانتون ژورا  در کشور سوئیس است.